# 마리아 보토
마리아 보토(María Botto, 1974년 2월 10일 ~ )는 아르헨티나의 배우이다.

## 출연 작품
- 매드독스 (2016)
- 부활 (2016)
- 아블라 (2015)
- 쓰리매니웨딩 (2013)
- 회색 보따리를 든 여인 (2011)
- 매드 독스 (2010)
- 나의 로맨틱 가이드 (2009)
- 온리 휴먼 (2004)
- 살라미나의 병사들 (2003)
- 카르멘 (2003)
- 젤러시 (1999)
- 아벤티스 (1989)